# Бърнам Торп
Бърнам Торп (на английски: Burnham Thorpe) е село в Източна Англия, графство Норфолк. Намира се на 60 km северозападно от Норуич и на няколко километра южно от брега на Северно море. Населението му е 135 жители (по приблизителна оценка от юни 2017 г.).
В Бърнам Торп е роден адмирал Хорацио Нелсън (1758 – 1805).